# Abryna
Abryna is een kevergeslacht uit de familie van de boktorren (Cerambycidae). De wetenschappelijke naam van het geslacht werd voor het eerst geldig gepubliceerd in 1842 door Newman.

## Soorten
Abryna omvat de volgende soorten:
- Abryna affinis Breuning, 1938
- Abryna basalis Aurivillius, 1908
- Abryna buccinator Pascoe, 1864
- Abryna coenosa Newman, 1842
- Abryna copei Vives, 2009
- Abryna grisescens Breuning, 1938
- Abryna javanica Kriesche, 1924
- Abryna obscura Schwarzer, 1925
- Abryna regispetri Paiva, 1860
- Abryna rubeta Pascoe, 1864
- Abryna ziczac Heller, 1924